# Balaklava (Sebastopol)
Balaklava (Oekraïens en Russisch: Балаклава, Krimtataars: Balıqlava) is een nederzetting aan de Zwarte Zee op het schiereiland de Krim die een officiële rajonstatus heeft van Sebastopol. De stad had eigen rechten tot hij in 1957 formeel binnen de gemeentelijke grenzen van Sebastopol kwam. Balaklava en de rest van de rajon hadden in 2001 gezamenlijk 25.719 inwoners. Een nederzetting op de huidige locatie werd gesticht onder de naam Symbolon (Σύμβολον) door de oude Grieken, voor wie het een belangrijke handelsstad was. 

## Geschiedenis
Tijdens de middeleeuwen viel de stad onder heerschappij van het Byzantijnse Rijk, tot vervolgens Genua de streek in 1365 veroverde. De Byzantijnen noemden de stad Yamboli en de Genuezen noemden het Cembalo. De Genuezen waren nu in staat een groot handelsimperium op te bouwen in zowel de Middellandse Zee als de Zwarte Zee. Ze kochten onder meer tot slaaf gemaakte mensen in Oost-Europa en verscheepten ze naar Egypte via de Krim, een lucratieve markt waar een zware concurrentie met de Venetianen bestond. 
In 1475 werd Cembalo veroverd door de Turken die de stad omdoopten tot Balyk-Yuva (Vissennest), waaruit de huidige naam ontstond. Tijdens de Russisch-Turkse oorlog van 1768-1774 vielen de Russische troepen in 1771 de Krim binnen. Dertien jaar later werd de Krim geannexeerd door het Russische Rijk. Daarna werd de Krim-Tataarse en Turkse bevolking met geweld vervangen door Grieks-orthodoxe mensen uit de archipel.
De stad werd beroemd vanwege de Slag om Balaclava tijdens de Krimoorlog, dankzij een Britse cavalerie-aanval die moest worden uitgevoerd in een vallei die aan drie kanten was omgeven door Russische militaire versterkingen. Er werden ongeveer 250 gedood of gewond, en er gingen meer dan 400 paarden verloren, militaire historici zijn van mening dat hier de beste lichte cavalerie ter wereld zonder militair doel werd vernietigd. Alfred, Lord Tennyson heeft de strijd in verzen vereeuwigd in zijn The Charge of the Light Brigade. De bivakmuts, een strak gebreid kledingstuk dat het hele hoofd en de nek bedekt met gaten voor de ogen en mond, ontleent zijn naam aan deze nederzetting, waar soldaten ze voor het eerst droegen. Ook werden talloze steden gesticht in Engelssprekende landen in latere delen van de 19e eeuw "Balaklava" genoemd (zie Balaklava (het ondubbelzinnig maken)).

## Toerisme
De ruïnes van een Genuaans fort, hoog op een klif boven de ingang van de Balaklava-inham, zijn een populair doel voor toeristen en het toneel van een middeleeuws festival.

## Trivia
- De stad Balaklava heeft zijn naam gegeven aan de balaclava, een kledingstuk dat in de Krimoorlog werd ontwikkeld om Britse troepen warm te houden en in het Nederlands bivakmuts genoemd wordt.